# Straßwalchen
Straßwalchen is een gemeente in de Oostenrijkse deelstaat Salzburg, gelegen in het district Salzburg-Umgebung. De gemeente heeft ongeveer 6800 inwoners.

## Geografie
Straßwalchen heeft een oppervlakte van 44,51 km². De gemeente ligt in het middennoorden van Oostenrijk, dicht bij de grens met de Duitse deelstaat Beieren.

## Foto's

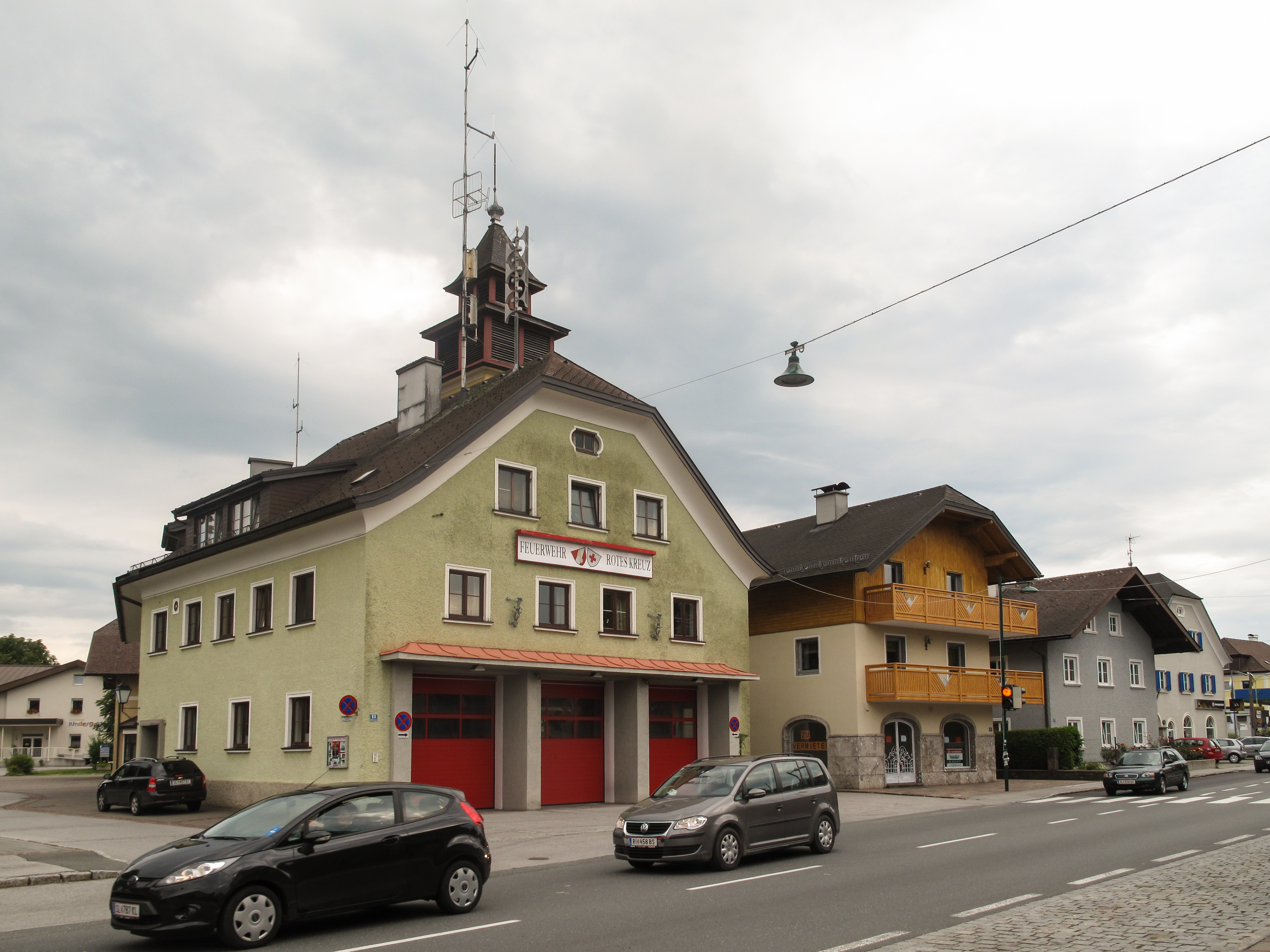
Strasswalchen, straatzicht
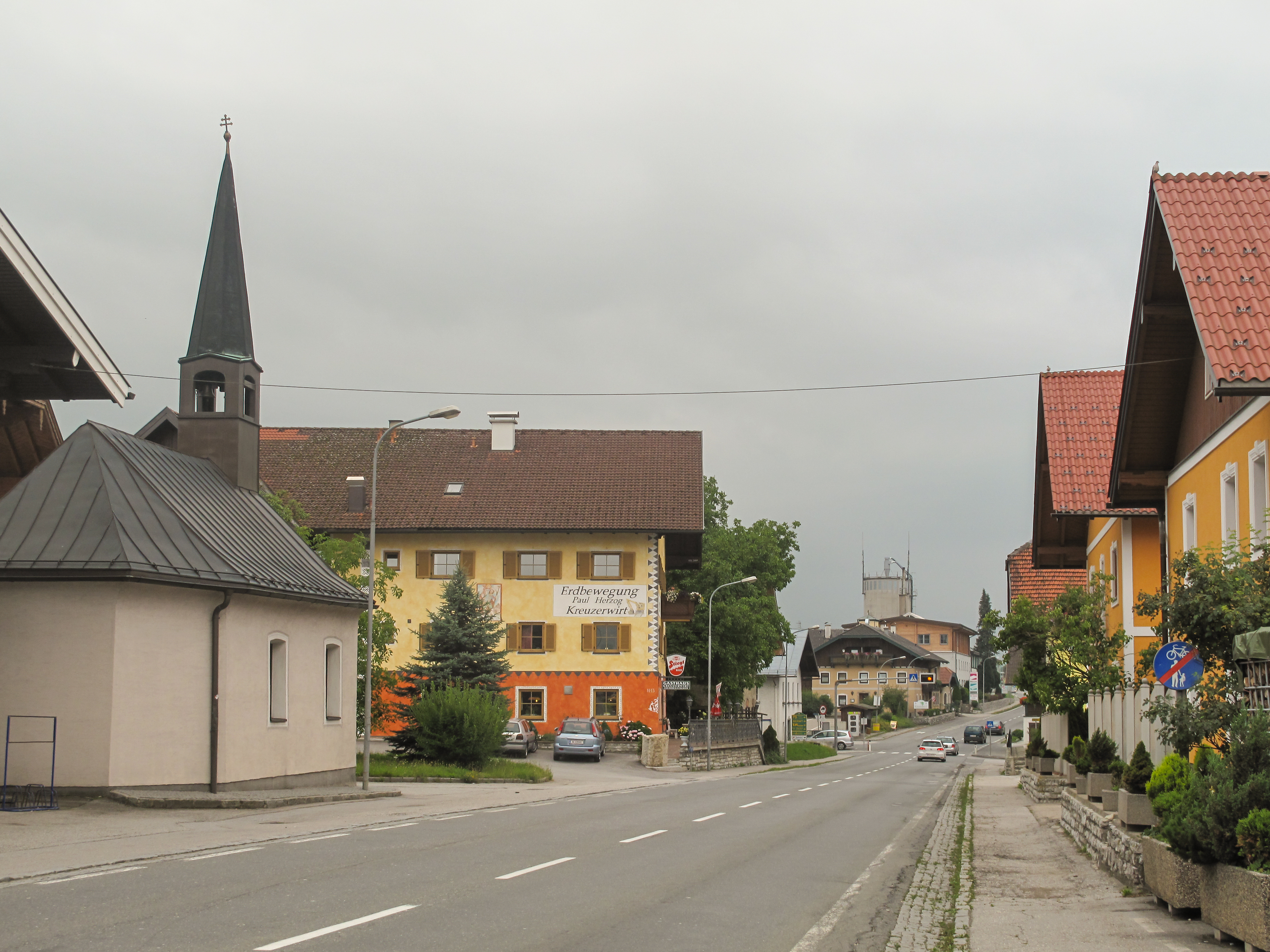
Steindorf, straatzicht met toren van kapel

Anif · Anthering · Bergheim · Berndorf bei Salzburg · Bürmoos · Dorfbeuern · Ebenau · Elixhausen · Elsbethen · Eugendorf · Faistenau · Fuschl am See · Großgmain · Göming · Grödig · Hallwang · Henndorf am Wallersee · Hintersee · Hof · Koppl · Köstendorf · Lamprechtshausen · Mattsee · Neumarkt am Wallersee · Nußdorf am Haunsberg · Oberndorf bei Salzburg · Obertrum · Plainfeld · Schleedorf · Seeham · Seekirchen am Wallersee · St. Georgen bei Salzburg · St. Gilgen · Straßwalchen · Strobl · Thalgau · Wals-Siezenheim
- Gemeinsame Normdatei: 4106059-3
- Library of Congress Control Number: n87903654
- MusicBrainz: 0a88cb78-62f2-42f9-b78f-50d0e984c95a
- Nationale Bibliotheek van Israël: 987007562569705171
- Virtual International Authority File: 168423708
- WorldCat: E39PBJtgXJTKrkP3FbMRT8YVmd